# ريناتو دياز
ريناتو دياز هو اقتصادي فلبيني، ولد في 18 ديسمبر 1945 في Talavera, Nueva Ecija ‏ في الفلبين.